# Liquorice
Liquorice – drugi singel amerykańskiej raperki Azealii Banks, promujący jej EP-kę 1991. Po raz pierwszy utwór został opublikowany w Internecie 18 grudnia 2011, ale oficjalnie wydano go dopiero 4 grudnia 2012 w serwisie muzycznym iTunes.
Piosenka została zbudowana na podstawie kompozycji „Pineapple Crush” amerykańskiego producenta Lone, który pracował z Banks także nad „Liquorice”. Charakterystyczny dla piosenki jest jej podkład instrumentalny, opierający się głównie na syntezatorach.
Tekst „Liquorice” opiera się na slangu charakterystycznym dla nowojorskiej dzielnicy Harlem i opowiada głównie o związkach Afroamerykanów z ludźmi rasy białej, uznawanych za temat tabu.
Singel otrzymał pozytywne recenzje od krytyków muzycznych, którzy skupiali się głównie na stylu rapowania Banks i uznali utwór za łatwo wpadający w ucho.
Piosenka w lipcu 2012 wspięła się na 73. miejsce belgijskiej listy przebojów.